# بطرس حمارنه
بطرس حمارنه مسيحي من مأدبا ولد في حزيران 1925،بدأ عملة مترجما بالجيش العربي بتاريخ 22 أكتوبر 1944 برتبة وكيل يعرف غلوب باشا والقادة البريطانيين جيدا، قابل غلوب باشا للخدمة كمجند بالجيش لم يقبله، ثم انتقل بطرس مع كتيبة المشاة الثالثة متجرما، خدم في عدة مواقع آنذاك بالعفولة قرب حيفا وفي مختلف مناطق وجود الجيش، أسرته كانت ممتدة بين مدن فلسطين والأردن، فجأة قرر غلوب باشا تعينه برتبة ملازم أول بالجيش حسب ما جاء بمذكراته، تنقل بخدماته العسكرية انتهى قائدا للشرطة العسكرية تقاعد برتبه عقيد.
شارك في حرب 1948 ويروي في مذكراته أخبار وأحداث تتعلق بموت الملك عبد الله يصف حرب النكبة أنها أهم شيء بحياته، كان قد ترك الجيش عام 1947 وغادر للقدس، وقبل النكبة التحق بالقوات المتطوعة مع مكتب الهيئة العربية، راقب وشهد حملات التشكيك من قبل الأحزاب في فلسطين بنوايا الملك عبد الله واتفاقه مع الإنجليز ويُفصل ذلك بمذكراته، عاد لمادبا في الأردن ، وعندما عاد كانت قيادة الجيش طبته ثانية للخدمة به، ليلتحق من جديد مجندا، يروي تفاصيل سقوط اللد وأحداث مثيرة عن اغتيال رياض الصلح بقي في الجيش حتى تاريخ 12 فبراير 1967.